# محاصره کاگانوی
محاصره کاگانوی (به ژاپنی: Siege of Kaganoi) یکی از جنگ‌های نهایی تویوتومی هیده‌یوشی برای به دست آوردن زمین‌ها و قدرت اودا نوبوناگا بود، که دو سال پیش در حادثه معبد هوننو درگذشته بود. در این نبرد اودا نوبوکاتسو برجسته‌ترین بستگان نوبوناگا به مخالفت هیده‌یوشی درآمده بود.